# Nguti
Nguti är en stad, tillika arrondissement i Koupé-Manengouba, i Sydvästra regionen i Kamerun. Staden har 5 498 invånare. Nzo Ekangaki, en kamerunesisk politiker, föddes i Nguti.

## Historia
Arrondissementet grundades 1967 som en administrativ enhet till följd av en presidentförordning. Det hette Nguti Council Area till det att namnet ändrades till Nguti Rural Council 5 maj 1974.

## Geografi och administration
Den administrativa enheten täcker ett område på 1 500 km². Birminsjön, Ehombefloden och Asubergen ligger i regionen, vars huvudort är staden Nguti.
Enheten består av 54 byar och klanerna Bebum, Bassosi, Ngemengoe, Balong, Banyu, Mbo, Nkongho och Abongoe.

## Demografi
Den administrativa enheten har en beräknad population på 67 218 invånare, medan staden har 5 498 invånare. Av befolkningen arbetar 80% inom jordbruk.

## Stadens borgmästare
1. Enoh Adamson Akuli (1985 – 1995)
2. Achuo Peter Fobia (1995 – 1996)
3. Esapa Peter Besong (1996 – 2002)
4. Nhon Along Mbome Joseph (2002 – 2007)
5. Tanyi Ayompe George (2007 – )[2]